# Vysočina
Vysočina je pokrajina u Češkoj Republici. Obuhvaća dijelove povijesnih regija Češke i Moravske. Najveći dio pokrajine obuhvaća Češko-moravsko visočje kojim prolazi granica Češke i Moravske.
U regiji živi oko 500.000 stanovnika. Vysočina je jedan od najnerazvijenijih dijelova Češke. Za gospodarstvo vrlo je značajna poljoprivreda iako je klima relativno hladna, te se najviše uzgajaju uljarice i kupus. U povijesti je bilo značajno rudarstvo. Glavni i najveći grad je Jihlava. Ostali veći gradovi su Třebič i Havlíčkův Brod.